# Kobayashi Issa
Issa Kobayashi 小林一茶 (Kobayashi Issa?) (15 giugno 1763 – 5 gennaio 1828) è stato un poeta e pittore giapponese.
Con Matsuo Bashō, Yosa Buson e Masaoka Shiki, rappresenta uno degli haijin più apprezzati e conosciuti al mondo.

## Biografia
Kobayashi Issa nasce nel villaggio di Kashiwabara (nella provincia di Shinano, oggi nella Prefettura di Nagano) da una famiglia di agricoltori.
Resta orfano di madre a tre anni, e viene cresciuto dalla nonna (che lo lascerà quando lui ne avrà quattordici). Cinque anni dopo il padre si risposa, e due anni più tardi nasce il suo fratellastro.
Spedito dopo la morte della nonna a guadagnarsi da vivere a Edo (l'odierna Tokyo), torna ventinovenne al suo villaggio natale. La sua attività in quegli anni risulta poco chiara: il suo nome fu collegato a Kobayashi Chikua, della scuola di haiku Nirokuan, ma non è chiara la correlazione.
Negli anni successivi viaggiò per tutto il Giappone, scrivendo moltissimo. Nel 1801 entra in disputa con la matrigna per l'eredità del padre.
Si sposa tre volte (e gli muoiono vari figli in tenera età), per la terza volta piuttosto anziano, nel 1826, con Yao. 
Il 5 gennaio del 1828 (secondo il calendario occidentale) un incendio distrugge la sua casa; Issa muore pochi mesi dopo, senza neppure avere il tempo di vedere la bambina che sua moglie porta in grembo.

## Opere
Scrisse più di 20.000 poesie, introspettive e descrittive, ancora oggi molto celebri. Nonostante questo successo, ebbe sempre molti problemi economici.
Il suo stile, non risentendo dei suoi numerosi problemi personali, mantiene una semplicità quasi fanciullesca, con un uso piuttosto libero anche di frasi colloquiali e termini dialettali. Tra le sue numerose raccolte, si ricordano Oraga Haru ("La mia primavera") e Shichiban Nikki ("Diario numero sette").

## Poesie
Tada oreba

Oru tote yuki no

Furi ni keri
C'ero soltanto.

C'ero. Intorno

mi cadeva la neve.
Tooyama ga

Medama utsuru

Tombo kana
Montagne remote -

specchiate negli occhi

delle libellule.

## Curiosità
Oh lumaca,

scala il Fuji-san,

ma piano, piano!
Questo haiku di Issa compare nell'opera di J. D. Salinger Franny e Zooey (1961).